# Eastern Michigan University

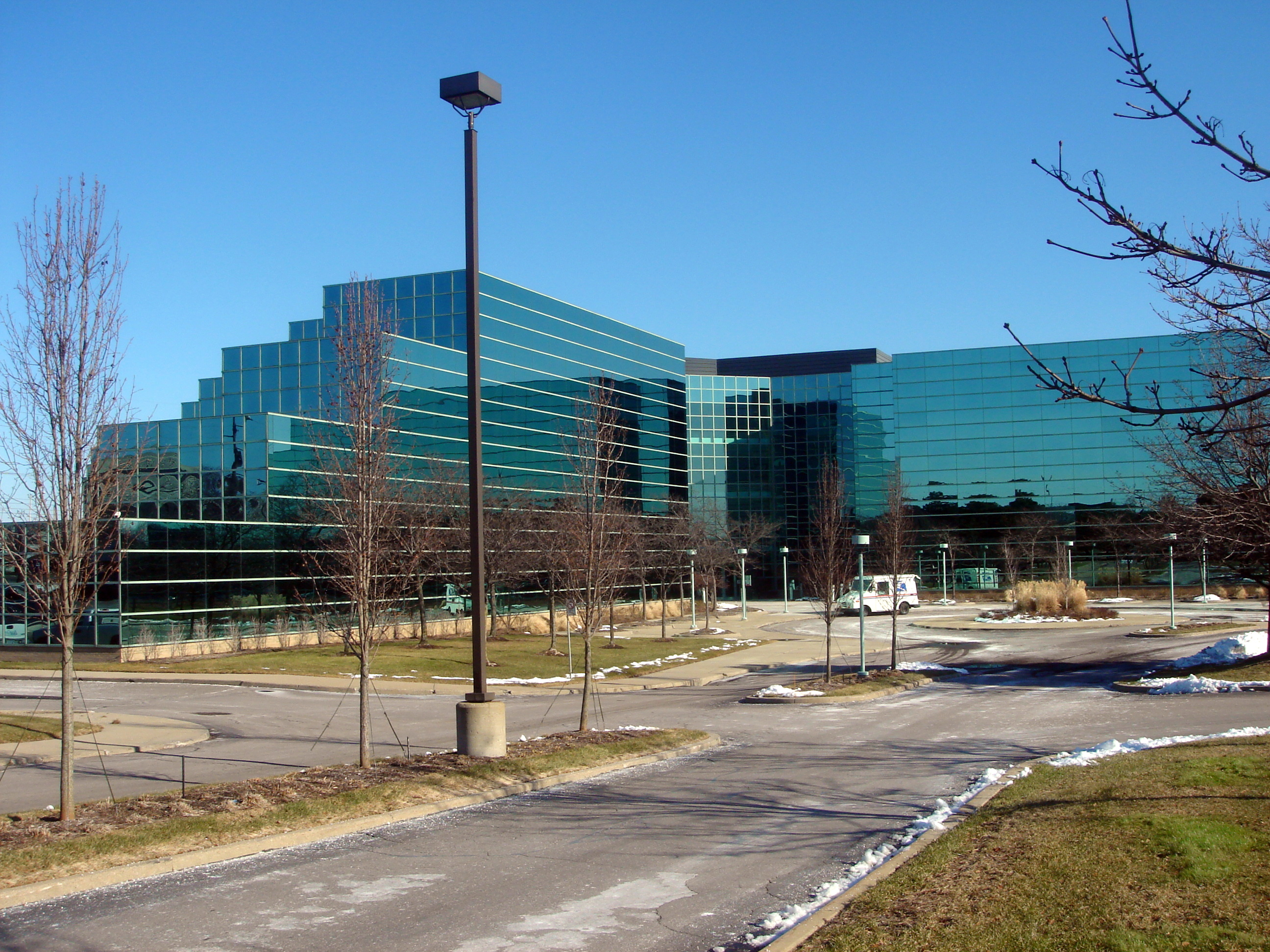
Continuing Education Center

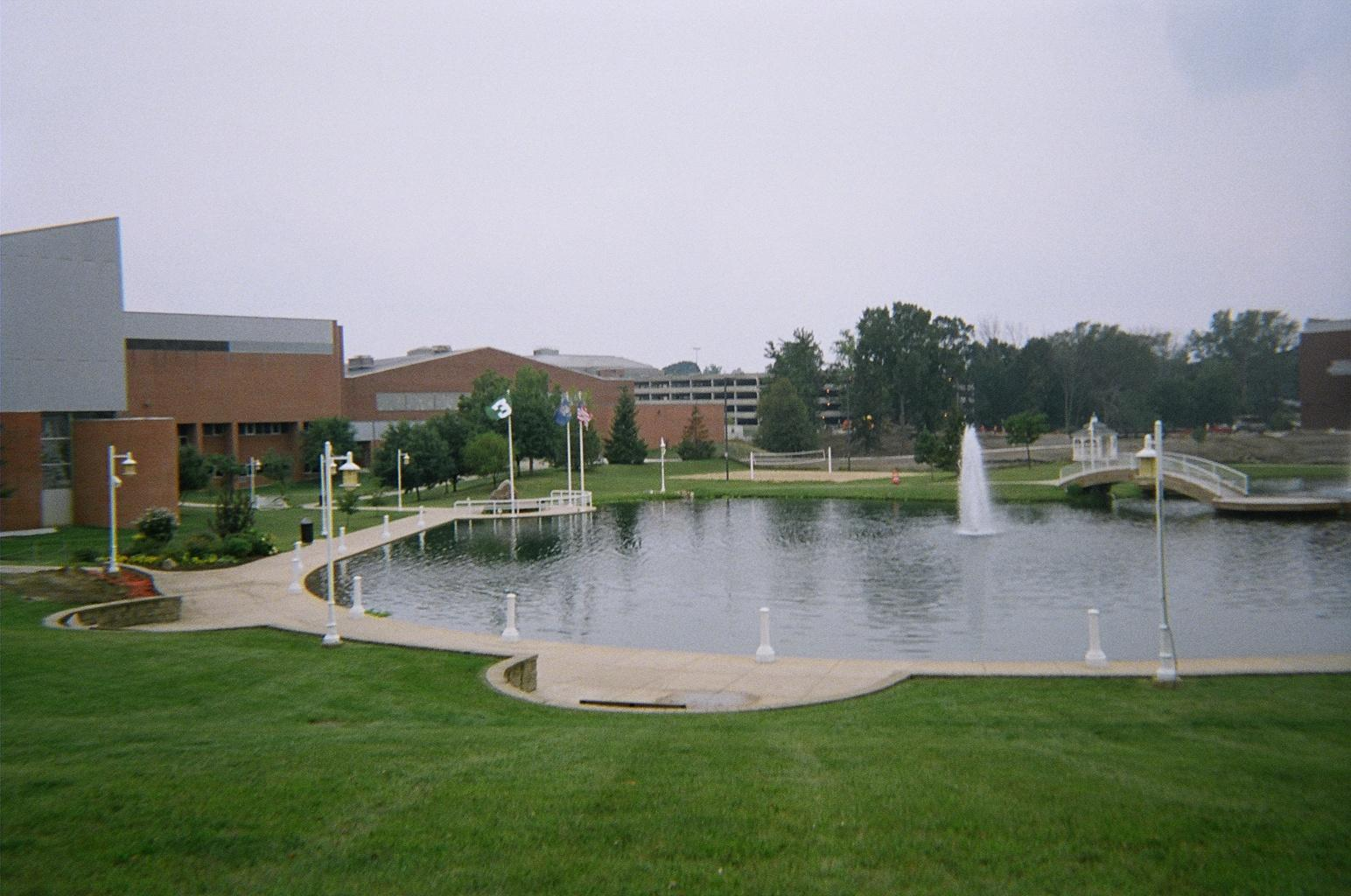
University Park

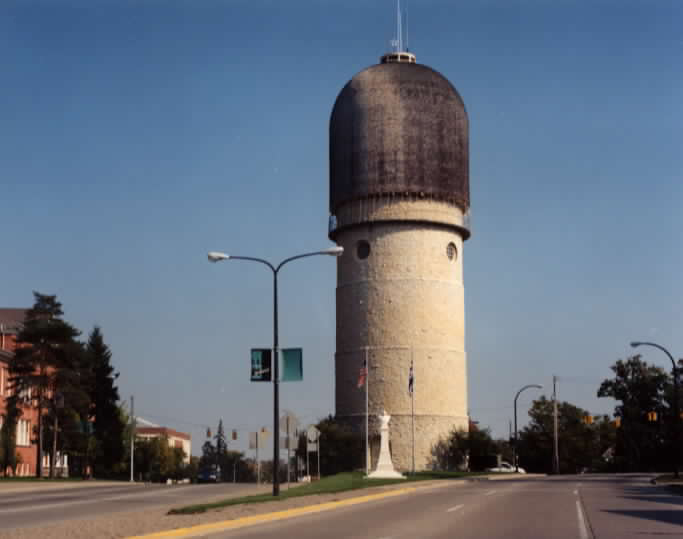
Wasserturm

Die Eastern Michigan University ist eine staatliche Universität in Ypsilanti im US-Bundesstaat Michigan.

## Geschichte
Die Hochschule wurde 1849 als State Normal School gegründet. Sie war damals die erste Normal School westlich der Allegheny Mountains. 1899 wurde sie in Michigan State Normal College und 1956 in Eastern Michigan College umbenannt. Sie erhielt ihren heutigen Namen 1959. In Deutschland ist die Eastern Michigan University mit der Justus-Liebig-Universität Gießen partnerschaftlich verbunden, mit der sie u. a. ein Austauschprogramm betreibt. Außerdem ist der Gießener Germanist Sascha Feuchert als Honorarprofessor an der EMU tätig.

## Einteilung
Die Universität war zum Stand 2020 eingeteilt in (in Klammern ist die Zahl der Studierenden im Herbst 2020) folgende Lehrbereiche:
- Gesundheit und Sozialarbeit (College of Health and Human Services: 3.609)
- Graduiertenschule
- Wissenschaften, Geisteswissenschaften  (College of Arts and Sciences: 5.638)
- Pädagogik (College of Education: 1.963)
- Ingenieurswesen und Technologie (GameAbove College of Engineering & Technology: 1.939)
- Wirtschaftswissenschaften (College of Business: 2.086)

## Zahlen zu den Studierenden und den Dozenten
Im Herbst 2021 waren 15.340 Studierende an der Eastern Michigan eingeschrieben. Davon strebten 12.730 (83,0 %) ihren ersten Studienabschluss an, sie waren also undergraduates. Von diesen waren 61 % weiblich und 39 % männlich; 3 % bezeichneten sich als asiatisch, 17 % als schwarz/afroamerikanisch, 8 % als Hispanic/Latino und 60 % als weiß. 2.610 (17,0 %) arbeiteten auf einen weiteren Abschluss hin, sie waren graduates. Es lehrten 1.090 Dozenten an der Universität, davon 616 in Vollzeit und 474 in Teilzeit.
2006 waren 22.827 Studenten eingeschrieben.

## Sport
Die Sportteams der Eastern Michigan University sind die Eagles. Die Hochschule ist Mitglied in der Mid-American Conference.

## Persönlichkeiten
- Earl Boykins – Basketballspieler
- John Bowler – Basketballspieler
- Madeline Early – Mathematikerin und Hochschullehrerin
- Hayes Jones – Olympiasieger, Hürden (Tokio 1964)
- Donald Mayberry – Jazzmusiker
- Winsor McCay – Comiczeichner
- Ashley Rodrigues – Fußballnationalspielerin für die Guyanische Fußballnationalmannschaft der Frauen
- Barry Stokes – Footballspieler